# سوخت اتانول

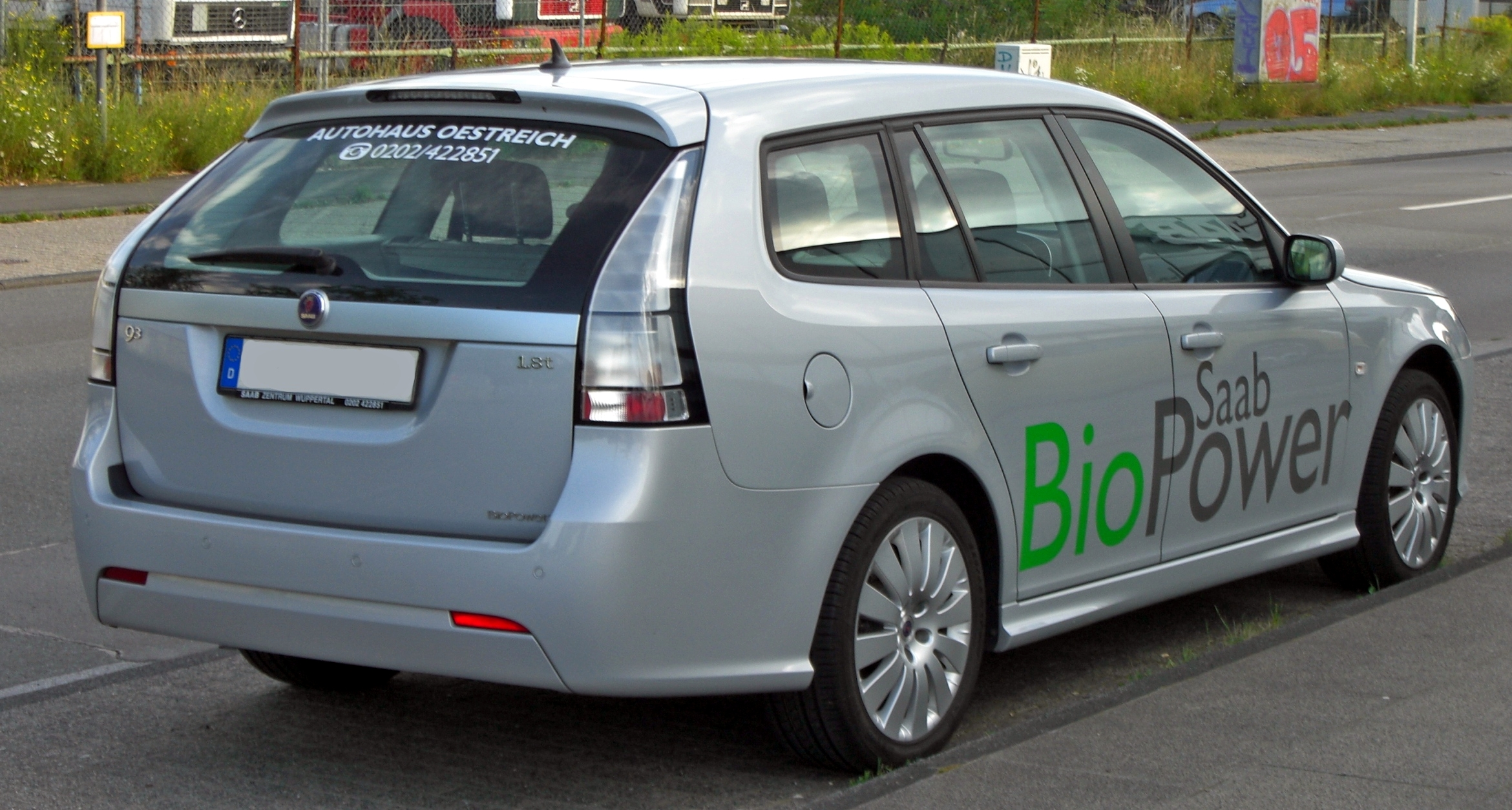
ساب ۳-۹ اسپرت‌کامبی بیوپاور که از رده E۸۵ می‌باشد که توسط شرکت ساب به بازار سوئد معرفی شده‌است.

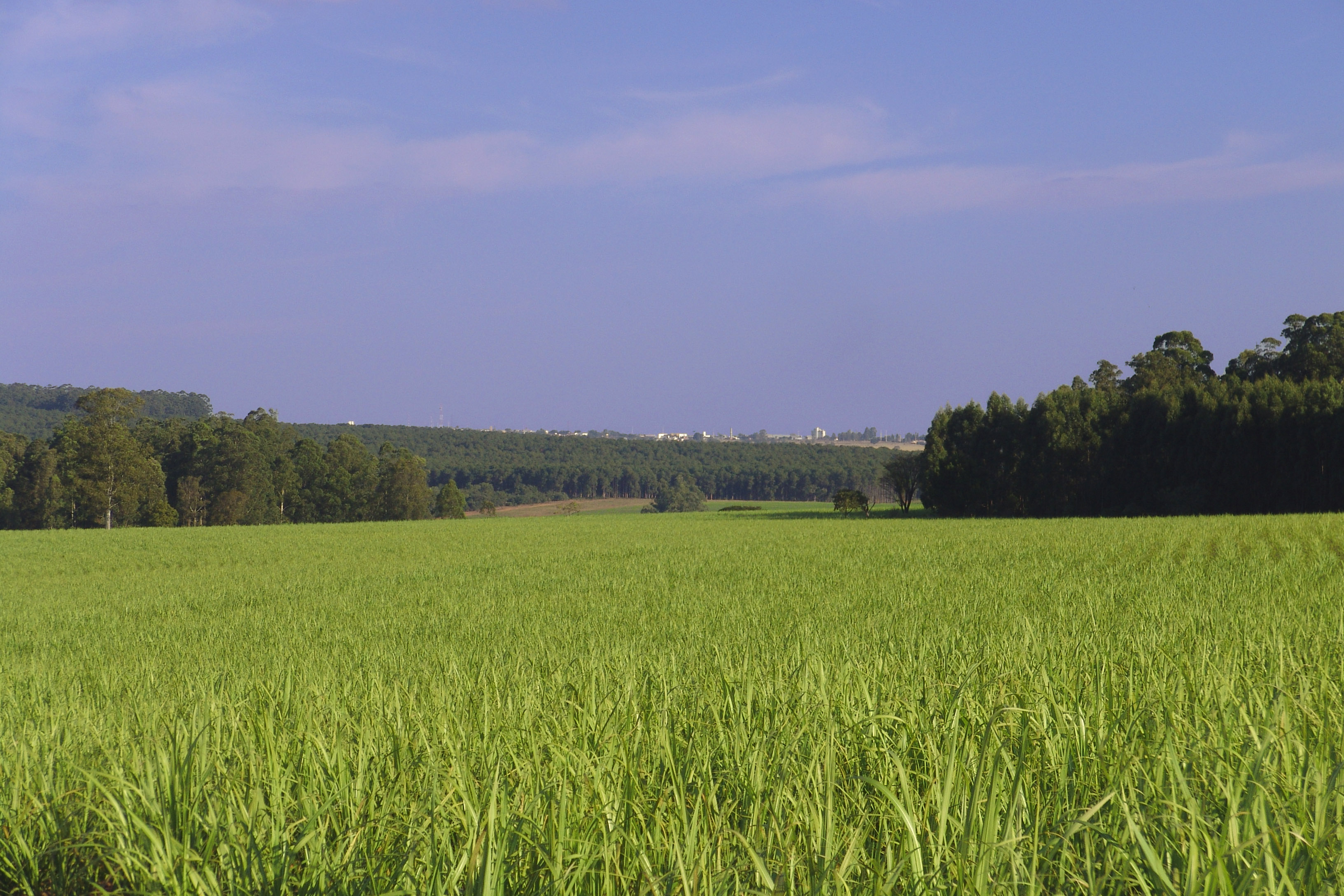
کاشت نیشکر برای تولید سوخت اتانول در برزیل

سوخت اتانول (به انگلیسی: Ethanol fuel)، سوختی است از جنس اتانول یعنی همان الکلی که در نوشیدنی‌های الکلی یافت می‌شود. این سوخت بیشتر به عنوان سوخت اصلی موتور یا یک افزودنی به بنزین بکار می‌رود.
زیست‌اتانول برخلاف نفت، انرژی تجدیدپذیر بحساب می‌آید و می‌تواند از مواد خام کشاورزی به‌دست آورده شود. زیست‌اتانول می‌تواند از فراورده‌هایی مانند نیشکر، سیب‌زمینی، مانیوک و ذرت به‌دست آید.
تولید اتانول سوختی (برای ترابری و حمل و نقل) در جهان از سال ۲۰۰۰ تا ۲۰۰۷ میلادی، از ۱۷ میلیارد لیتر به بیش از ۵۲ میلیارد لیتر رسیده‌است. از سال ۲۰۰۷ تا ۲۰۰۸ میلادی، سهم سوخت اتانول در مصرف خودروهای بنزینی ۳٫۷٪ تا ۵٫۴٪ افزایش یافته و در سال ۲۰۰۹، تولید جهانی سوخت اتانول به ۱۹٫۵ گالن (۷۳٫۹ میلیارد لیتر) رسید.

## تولید سوخت اتانول
اتانول سوختی، الکلی است دو کربنی به فرمول شیمیایی C2H5OH که برخلاف اکثر الکل‌های دیگر، عمدتاً از مواد اولیه زیستی با منشأ قندی و نشاسته ای یا سلولزی تولید می‌گردد. تولید اتانول سوختی از مواد اولیه پتروشیمیایی (اتیلن یا گاز سنتر) هم امکان‌پذیر است (اتانول سنتیتیک)، اما امروزه درصد بسیار کمی از تولید جهانی اتانول (کمتر از ۵ درصد) از مواد اولیه غیر زیستی صورت می‌پذیرد، همین درصد اندک هم با روندی کاهشی همراه می‌باشد؛ لذا با توجه به تولید بیش از ۹۵ درصد اتانول سوختی جهان از مواد اولیه زیستی، از نام اتانول زیستی یا بیواتانول برای آن استفاده می‌شود.
اتانول سوختی، یا خود به عنوان جایگزین بنزین مورد استفاده قرا می‌گیرد (به صورت سوخت اتانولی E85، و به ندرت E100) یا به عنوان افزودنی اکتان افزا و اکسیژن‌زا به بنزین اضافه می‌گردد (برای مثال به صورت بنزین E5، E10و یا E15). در مواردی نیز اتانول جایگزین بخشی از بنزین مصرفی خودرو می‌گردد (E25 ,E35).

## کاربرد
سوخت اتانول بیشتر در ایالات متحده و برزیل مورد استفاده قرار می‌گیرد و این دو کشور در سال ۲۰۰۹ روی هم ۸۹٪ اتانول سوختی جهان را تولید کردند. هم‌اکنون در ایالات متحده بیشتر خودروها توانایی داشتن بیش از ۱۰٪ سوخت اتانول (سوخت اتانول به‌اضافه سوخت اصلی) را داشته و در برخی ایالت‌ها و شهرهای این کشور، کاربری بنزین ۱۰٪ اتانول‌دار اجباری شده‌است. در برزیل نیز از سال ۱۹۷۶ میلادی، بکاربردن آمیخته بنزین و سوخت اتانول اجباری شده و در سال ۲۰۰۷، مقدار حقوقی هر یک در این آمیخته به صورت ۲۵٪ سوخت اتانول و ۷۵٪ بنزین (E۲۵) آگاهی داده شد. علاوه بر این در سال ۲۰۱۰ برزیل بیش از ۱۰ میلیون دستگاه خودروی ویژه که توانایی کاربری سوخت اتانول به صورت مستقیم را دارند، داشته‌است (که به E۱۰۰).

## تولید سوخت اتانول در ایران
سازمان گسترش و نوسازی صنایع ایران به عنوان بزرگ‌ترین و قدیمی‌ترین سازمان توسعه ای کشور در بخش صنعت از اوایل دهه ۸۰ بررسی و مطالعه سوختهای زیستی به ویژه بایواتانول را در دستور کار خود قرار داده بود.
بر این اساس زیست پالایشگاه کرمانشاه از شرکت گسترش سوخت سبز زاگرس زیر مجموعه سازمان گسترش و نوسازی صنایع ایران در سال ۱۴۰۲ به بهره‌برداری رسیده و در حال حاضر ۲۰۰ متر مکعب در روز تولید اتانول سوختی تولید می کند.